# 錢古訓
錢古訓（？—？），浙江余姚人，明朝初期政治人物。

## 生平
洪武二十七年（1394年）甲戌科三甲第三十六名进士。洪武末年任福建漳州府知府一职，政绩有声。后官湖广布政司参政，麓川百夷酋思伦发与缅甸人构兵，其奉旨前往，使思伦发听命返回。其并述当地山川人物风俗并写成《百夷传》上奏。